# Boglárka Kapás
Dans le nom hongrois Kapás Boglárka, le nom de famille précède le prénom, mais cet article utilise l’ordre habituel en français Boglárka Kapás, où le prénom précède le nom.
Boglárka Kapás, née le 22 avril 1993 à Debrecen, est une nageuse hongroise, spécialiste de la nage libre.

## Carrière
Sa première compétition fut les Jeux Olympiques de Pékin 2008 où elle était la plus jeune membre de l'équipe hongroise. 
Lors des Championnats d'Europe de natation 2018 de Glasgow, Boglárka Kapás remporte le titre européen du 200 m papillon, détrônant l'Allemande Franziska Hentke.

## Palmarès

### Jeux olympiques
- Jeux olympiques 2016 à Rio de Janeiro (Brésil) :
  -  Médaille bronze du 800 m nage libre.
- Jeux olympiques de 2012 à Londres ( Royaume-Uni) :
  - 6e sur 800 m nage libre
- Jeux Olympiques de la Jeunesse 2010 à Singapour (Singapour) :
  -  Médaille d'or du 400 m nage libre
  -  Médaille d'or du 200 m papillon
  -  Médaille d'argent du 200 m nage libre

### Championnats du monde
Grand bassin
- Championnats du monde de 2011 à Shanghai ( Chine) :
  - 5e du 800 m nage libre
- Championnats du monde de 2015 à Kazan ( Russie) :
  -  Médaille de bronze du 1 500 m nage libre
- Championnats du monde de 2019 à Gwangju ( Corée du Sud) :
  -  Médaille d'or du 200 m papillon

### Championnats d'Europe
Grand bassin
- Championnats d'Europe de 2012 à Debrecen ( Hongrie) :
  -  Médaille d'or sur 800 m nage libre
- Championnats d'Europe de 2014 à Berlin ( Allemagne) :
  -  Médaille d'argent sur 1 500 m nage libre
  -  Médaille de bronze sur 800 m nage libre
  -  Médaille de bronze au titre du relais 4 x 200 m nage libre
- Championnats d'Europe de 2016 à Londres ( Royaume-Uni) :
  -  Médaille d'or sur 400 m nage libre
  -  Médaille d'or sur 800 m nage libre
  -  Médaille d'or sur 1 500 m nage libre
  -  Médaille d'or au titre du relais 4 x 200 m nage libre
- Championnats d'Europe de 2024 à Belgrade ( Serbie) :
  -  Médaille de bronze sur 200 m papillon

Petit bassin
- Championnats d'Europe petit bassin 2010 à Eindhoven ( Pays-Bas) :
  -  Médaille d'argent sur 800 m nage libre
- Championnats d'Europe petit bassin 2015 à Netanya ( Israël) :
  -  Médaille de bronze sur 400 m nage libre
  -  Médaille d'argent sur 800 m nage libre